# Mart-Schmoni-Kirche (Bartella)
Die Mart-Schmoni-Kirche (arabisch كنيسة مارت شموني; syrisch ܥܹܕܬܐ ܕܲܒ݂ܢܲܝ̈ ܫܡܘܿܢܝܼ ܒܒܲܪܛܠܹܐ) ist eine Kirche in der großenteils von Christen bewohnten irakischen Stadt Bartella. Sie gehört zum Erzbistum des Mor-Mattai-Klosters der Syrisch-Orthodoxen Kirche von Antiochien. Nach Verwüstung durch den Daesch (IS) 2014 bis 2016 wurde sie als erste Kirche der Ninive-Ebene 2017 wieder aufgebaut.

## Standort
Die syrisch-orthodoxe Mart-Schmoni-Kirche steht am östlichen Rand der Altstadt Bartellas, etwa 500 m östlich der syrisch-katholischen St.-Georg-Kirche (Mar Gorgis), die sich am westlichen Rand der Altstadt befindet, auf 337 m Meereshöhe. Nahe bei der Kirche befindet sich ein archäologischer Hügel (Tell). Am südlichen Rand der Altstadt befand sich einst – vor der Errichtung der Mart-Schmoni-Kirche – die Große Mar-Ahudama-Kirche (كنيسة مار أحودامة الكبرى), etwa 300 m westlich der heutigen Mart-Schmoni-Kirche. Fast genau auf halber Strecke zwischen Mart Schmoni und Mar Gorgis gab es zudem eine – ebenfalls untergegangene – Vierzig-Märtyrer-Kirche. Bartella liegt 7 km nördlich von Baghdida, 20 km nordöstlich von Mossul und 60 km nordwestlich von Erbil.

## Geschichte
Das Jahr, wann die syrisch-orthodoxe Mart-Schmoni-Kirche von Bartella errichtet wurde, ist unbekannt, doch war es nach der Zerstörung der rund 300 m westlich gewesenen Mar-Ahūdemmeh-Kirche. 1807 wurde die Mart-Schmoni-Kirche restauriert, verfiel aber wieder und wurde dann 1869 erneuert. Aus dieser Zeit stammen die Inschriften an der Königlichen Tür. Eine weitere Restaurierung gab es 1922.
Im August 2014 wurde Bartella von der islamistischen Terrororganisation Daesch (IS) erobert. Sämtliche Bewohner flohen und kamen mehrheitlich in der überwiegend christlichen Stadt Ankawa im Norden der kurdischen Metropole Erbil unter. Die Islamisten setzten die Mart-Schmoni-Kirche in Brand und zerstörten einen Großteil der von Christen bewohnten Häuser. Mitte Oktober 2016 nahmen die irakischen Streitkräfte die Stadt im Zuge der Schlacht um Mossul wieder ein. Kurz nach der Vertreibung der Islamisten begannen Freiwillige aus der Kirchengemeinde, die Kirche aufzuräumen und provisorisch instand zu setzen. Am 24. Dezember kamen 300 syrisch-orthodoxe Bewohner Bartellas aus Ankawa in die Mart-Schmoni Kirche von Bartella, um am ersten Gottesdienst seit dem Ende der Daesch-Herrschaft zu besuchen. Das mit Unterstützung von Kirche in Not gegründete Ninive-Wiederaufbau-Komitee (Nineveh Reconstruction Committee NRC), dem je zwei Vertreter der Chaldäischen, der Syrisch-Katholischen und der Syrisch-Orthodoxen Kirche angehören, begann 2017 mit der Koordinierung des Wiederaufbaus, so dass Anfang Mai die ersten Baustellen eröffnet wurden. Während der Wiederaufbau der Wohnhäuser die höchste Priorität hatte, wurde die syrisch-orthodoxe Mart-Schmoni-Kirche als erste Kirche der Ninive-Ebene noch im Jahre 2017 vollständig rekonstruiert. So zeigen Bilder von Januar 2018 wieder eine intakte Kirche. Im August 2018 war allerdings auch der Wiederaufbau der syrisch-katholischen St.-Georg-Kirche von Bartella abgeschlossen.
Nach einer 2020 erschienenen Studie von Kirche in Not waren 41 % der Syrisch-Orthodoxen bis August 2019 nach Bartella mit seiner wieder aufgebauten Mart-Schmoni-Kirche zurückgekehrt, dagegen nur 18 % der Syrisch-Orthodoxen nach Baghdida, wo die gleichnamige syrisch-orthodoxe Mart-Schmoni-Kirche bis heute nicht rekonstruiert ist. Für die Katholiken (chaldäisch und syrisch) waren die Rückkehrquoten für Bartella 34 % und für Baghdida 49 %.

## Architektur
Der Kirchenkomplex der syrisch-orthodoxen Mart-Schmoni-Kirche von Bartella ist von einer hohen Mauer umgeben, deren Baustoffe aus verschiedenen Zeiten stammen und mit behauenen Steinen verblendet sind. Rechts vom Eingangstor in dieser Mauer steht ein Glockenturm, und über dem Tor ist ein großes Steinrelief, auf dem der Märtyrertod der Heiligen Schmoni und ihrer sieben Söhne dargestellt ist (2 Makk 7 ). An der Seite der Mauer zum Innenhof befinden sich rechterhand Arkaden. Gegenüber dem Eingangstor steht die Kirche mit ihren drei Eingängen, von denen der mittlere die Gottestür oder Gnadentür ist, während von den beiden Seitentüren eine für Männer und eine für Frauen ist. Die Kirche ist dreischiffig mit einem Hauptschiff und zwei Seitenschiffen. Vom Hauptschiff für die reiche Schnitzereien geschmückte Königliche Tür zum Heiligtum (Bêma) im Osten des Gebäudes. Hier steht unter dem Bogen der Apsis der bemalte hölzerne Hochaltar. Von den beiden Seitenschiffen führen kleinere Türen zu den Seitenaltären. An den Kirchenwänden sind Nischen mit Reliquien und Inschriften in syrischer Sprache. Von der Kirche gelangt man links durch ein Tor zum Friedhof. Ein Gemeindehauskomplex aus der Zeit kurz vor der Daesch-Terrorherrschaft befindet sich rechts außerhalb der Mauern.

## Heiligenfest
Das Fest der Heiligen Schmoni und ihrer sieben Söhne wird am 15. Oktober gefeiert.